# Utažské jezero
Utažské jezero (anglicky Utah Lake) je sladkovodní jezero ve státě Utah na západě USA. Je pozůstatkem zaniklého jezera Bonneville. Kotlina jezera je tektonického původu. Má rozlohu 392 km². Je 38,3 km dlouhé a maximálně 20,4 km široké. Průměrně je hluboké 2,74 m a dosahuje maximální hloubky 4,27 m. Leží v nadmořské výšce 1368 m.

## Vodní režim
Do jezera ústí řeka Provo a odtéká řeka Jordán, která teče do Velkého Solného jezera.